# El Camino (album The Black Keys)
El Camino – siódmy album studyjny amerykańskiego duetu The Black Keys. Po raz kolejny produkcją płyty zespołu zajął się Brian Burton (pseud. Danger Mouse). Pierwszym singlem promującym płytę był „Lonely Boy”.

## Lista utworów
1. "Lonely Boy" - 3:13
2. "Dead and Gone" - 3:41
3. "Gold on the Ceiling" - 3:44
4. "Little Black Submarines" - 4:11
5. "Money Maker" - 2:57
6. "Run Right Back" - 3:17
7. "Sister" - 3:25
8. "Hell of a Season" - 3:45
9. "Stop Stop" - 3:30
10. "Nova Baby" - 3:27
11. "Mind Eraser" - 3:15

## Single
- "Lonely Boy" (2011)
- "Gold on the Ceiling" (2012)

## Twórcy
- Dan Auerbach - gitara, śpiew, kompozytor
- Patrick Carney - perkusja, kompozytor
- Danger Mouse - klawisze, produkcja, kompozytor
- Leisa Hans – śpiew
- Heather Rigdon – śpiew
- Ashley Wilcoxson – śpiew